# Pipistrellus abramus
Pipistrellus abramus es una especie de murciélago de la familia Vespertilionidae.

## Distribución geográfica
Se encuentra en Japón Coreas, China, Taiwán, Vietnam Laos y Birmania, y posiblemente en Rusia.